# Епархия Витории
Епархия Витории (лат. Dioecesis Victoriensis, баск. Gasteizko Elizbarrutia, исп. Diócesis de Vitoria) — католическая епархия латинского обряда с центром в городе Витория-Гастейс, Страна Басков, Испания.

## История
Епархия была образована 8 сентября 1861 года папой Пием IX в булле «In Celsisima». Епархия объединяла все три провинции испанской Страны Басков — Алаву, Бискайю и Гипускоа. С 1863 по 1969 год кафедральным собором епархии был собор Санта-Мария-де-Витория, с завершением постройки в Витории нового собора Непорочной Девы Марии кафедра была перенесена туда. В 1930 году в епархии была открыта собственная семинария. В 1949 году от епархии Витории были отсоединены территории провинций Бискайя и Гипускоа, и на них образованы новые епархии Бильбао и Сан-Себастьяна.

## Современное состояние
Епархия объединяет приходы в провинции Алава в Стране Басков и является суффраганной по отношению к архиепархии Бургоса. С 2016 года епархию возглавляет епископ Хуан Карлос Элисальде Эспиналь. Кафедральный собор епархии — Непорочной Девы Марии, известный также как «Новый собор». Сокафедральный собор — Санта-Мария-де-Витория («Старый собор»).
Почётный статус малой базилики носят два храма епархии: собор Санта-Мария-де-Витория и базилика Девы Марии в городе Оньяте.
По данным на 2010 год епархия насчитывала 276 745 католиков, 422 прихода и 314 священников.